# Smrdáky
Smrdáky es un municipio del distrito de Senica en la región de Trnava, Eslovaquia, con una población estimada a final del año 2024 de 559 habitantes.
Se encuentra ubicado al norte de la región, en los pequeños Cárpatos y cerca del río Váh (cuenca hidrográfica del Danubio) y de la frontera con la República Checa.

## Demografía
| Año        | 1994 | 2004    | 2014     | 2024     |
| ---------- | ---- | ------- | -------- | -------- |
| Población  | 640  | 603     | 695      | 559      |
| Diferencia |      | −5,78 % | +15,25 % | −19,56 % |

| Año        | 2023 | 2024    |
| ---------- | ---- | ------- |
| Población  | 562  | 559     |
| Diferencia |      | −0,53 % |